# Alberto Semprini
Alberto Semprini (27 de marzo de 1908-19 de enero de 1990), conocido también por el nombre artístico Semprini, fue un pianista, compositor y director inglés, conocido por sus actuaciones, principalmente radiofónicas, en la BBC.

## Biografía
Su nombre completo era Alberto Fernando Riccardo Semprini, y nació en Bath, Inglaterra, en el seno de una familia de origen italiano. Semprini mostró un temprano talento para el piano y el violoncello. En 1928 se graduó en el Conservatorio de Milán, donde estudió composición y dirección, además de perfeccionar sus habilidades al piano. En Italia interpretó una amplia gama de registros musicales, desde el pop y el jazz a la música clásica, y en 1938 dirigió su primera orquesta radiofónica. Fue director de la Orquesta Sinfónica de la RAI, y en 1958 venció en la primera edición del Burlamacco d'Oro. 
Además, a finales de los años 1950, también participó en tres ocasiones en el Festival de San Remo. Fue notoria su actuación en el Festival de San Remo de 1958, en el cual arregló y dirigió la orquesta durante la interpretación de Nel blu dipinto di blu (Volare) por Domenico Modugno.
Tras esas actuaciones, Semprini volvió a Inglaterra, donde trabajó en conciertos y presentó un programa de música ligera, Semprini Serenade. El programa debutó en BBC Radio en 1957, manteniéndose en antena unos 25 años. Aunque en sus grabaciones trabajaba con la New Abbey Light Symphony Orchestra, en la radio siempre estaba acompañado por una de las orquestas de la BBC, inicialmente la BBC Revue Orchestra.
Semprini también escribió diferentes composiciones de música ligera, entre ellas Concerto Appassionato y Mediterranean Concerto, las cuales utilizaba como sintonía de su programa.
Fue un prolífico artista de grabación, primero con el sello italiano Fonit Cetra, y después con EMI Records, compañía con la que permaneció el resto de su carrera. Aunque fuertemente asociado con la música ligera, sus discos eran principalmente de conocidas piezas de música clásica Concierto para piano de Edvard Grieg, o piezas solistas de Beethoven, Chopin, Liszt, Chaikovski y Debussy.
Alberto Semprini falleció en Brixham, Inglaterra, en 1990, a causa de una dolencia cardiaca.

## Selección de su discografía

### 78 RPM

#### Alberto Semprini al piano
- Fantasia Ritmica n.1: Maria la O
- Amami di più
- Tutto blu (Fonit 8424)
- Ti bacerò stasera con la luna
- Il campione del ritmo (Fonit 8424)
- Fantasia Ritmica n.2: Paswonky
- Dimmi una parola
- Chi sarà
- Cuore innamorato
- Mio sogno (Fonit 8425)
- Tu sei la musica
- Ua da da (Fonit 8448)
- Polvere di stelle (Fonit 8498,12862)
- Il ballo del trombettiere V (Fonit 8489, 12862)
- Ti sogno (Fonit 8549)
- Orchidee blu (Fonit 8549)
- Se ascolti la radio
- Ti parlerò d'amore (Fonit 8566)

#### Semprini y su quinteto rítmico
Nino Impallomeni (trompeta), Franco Mojoli (clarinete), Alberto Semprini (piano) y guitarra, Natalino Otto (voz)
- Oi Marì (Di Ceglie) - NO v Fonit 8564, 8695
- Quando la radio - NO v
- Non so più sognar - NO v (Fonit 8616)
- Bach va in Città-Tiger rag (Fonit 8629)
- Preferisco tua sorella - NO v
- Ho imparato una canzone - NO v (Fonit 8633)
- Non parlar (Fonit 8731)
- Questa sera (Fonit 8731)
- Una carezza e un bacio (Fonit 8732)
- Giacomino il bello (Fonit 8732)
- Quando Canta Rabagliati (Fonit 8733)
- Scherzi Maestro? (Fonit 8733)
- Scherzando nel bagno (Fonit 8800)
- Domani è Festa (Fonit 8800)
- Ho un sassolino nella scarpa (Fonit 8848)
- Qui nel cuor (Fonit 8848)

#### Semprini y su orquesta de ritmo melódica
Formación con unos 70 integrantes: Pino Moschini, Aldo Landi, Astore Pittana, entre otros
- Illusione (Fonit 8630)
- Tristezze di Saint Louis (Fonit 8630)
- Saltando le pozzanghere (Fonit 8703)
- Canto dei timidi - NO v (Fonit 8703)
- Variazioni (Fonit 8739)
- Tristezze (dall'op.10 n.3 di Chopin) Fonit 8739
- Musica maestro (Music, Maestro, Please, Wrubel) Fonit 12014, 12017
- Sei o non sei (La mia bambina) Fonit 12243
- You Bby (Shoo Shoo Baby, Moore) Fonit 12243

#### Semprini y su nuevo ritmo
Astore Pittana, Alberto Semprini y Natalino Otto
- Maria Luisa - NO v (Fonit 8685,8695)
- Dammi un fior - NO v (Fonit 8686)

#### Semprini y su orquesta
- Ritmando in sol (Fonit 8797, 8804)
- Tu, musica divina (Fonit 8798,8805)
- Quando suona il disco (Fonit 8801,8805)
- La barca dei sogni (Fonit 8801,8804)
- Musica nell'aria (Fonit 8802)

#### Alberto Semprini
- I Should Care (Fonit 12267)
- Perdoni signor Bach (Fonit 12329)
- Music, Music, Music (Fonit 13624)
- Disperazione mia (Fonit 13624)
- Lettere d'amore (Fonit 13626)
- Triste solitudine (Fonit 13791)
- Il canto di Dalila (The song of Delilah, Young) Fonit 13791.

### 33 RPM
- 1953: Parata di successi n° 5 (Fonit, LP 105; con Nino Impallomeni, Armando Sciascia, Gorni Kramer y otros)
- 1953: Parata di successi n° 6 (Fonit, LP 106; con Nino Impallomeni, Armando Sciascia, Gorni Kramer y otros)
- 1954: Alberto Semprini (Fonit, LP 127)
- 1954: Alberto Semprini n° 3 (Fonit, LP 142)
- 1955: Celebri fantasie ritmiche (Fonit, LP 150)
- 1956: Celebri fantasie ritmiche vol. 2 (Fonit, LP 166)
- 1956: Sanremo 1956 (Fonit, LP 176)
- 1957: Celebri fantasie ritmiche vol. 3 (Fonit, LP 212)
- 1957: Celebri fantasie ritmiche vol. 4 (Fonit, LP 213)
- 1956: Sanremo 1957 (Fonit, LP 215)
- 1957: Celebri fantasie ritmiche vol. 5 (Fonit, LP 239)
- 1958: Sanremo 1958 (Fonit, LP 253)
- 1958: Celebri fantasie ritmiche vol. 6 (Fonit, LP 259)
- 1958: Rhapsody in Blue (Fonit, LP 306)

#### Semprini y su orquesta de concierto
- Un Americano a Parigi
- Rhapsody in blue LP 306 (Fonit)

#### Alberto Semprini - I Grandi Successi
- Fantasie ritmiche (FonitCetra PL 449)